# Ulex densus
Ulex densus  es un arbusto espinoso de la familia de las fabáceas.

## Descripción
Sufrútice de hasta 0,5 m de altura, con ramificación muy densa que forma almohadillas compactas, cerradas, con los tallos interiores secos y pardos, y la parte externa verde brillante. Ramas de la parte distal de los tallos con pelos largos–patentes y esparcidos– y pelos cortos – adpresos y densos–; espinas primarias de hasta 3 cm, delgadas, alternas y patentes, rectas; espinas secundarias de hasta 1,5 cm, alternas, subopuestas u opuestas, regularmente dispuestas a lo largo de la primaria, no fasciculadas; ambas clases con largos cilios ± esparcidos o glabrescentes. Filodios primarios con lámina ancha, foliáceos, blandos; los de las ramas basales, elípticos, ovados u ovado-triangulares, sin espina en su axila, a menudo con pelos largos en los márgenes; los de las ramas medias y terminales, de hasta 5 mm en la parte distal de la planta, frecuentemente de longitud mayor que la mitad de su espina, progresivamente de triangular-ovados hasta linear-triangulares espinescentes, claramente patentes respecto a su espina; filodios jóvenes con pubescencia corta y densa que cubre toda su superficie,y largos cilios en los márgenes, que se caen al madurar la planta. Bractéolas de 0,6-1,5 x 0,4-0,7 mm, de igual o menor anchura que el pedicelo, oval-triangulares o lineares, glabrescentes o pelosos; pedicelos 2,5-5 mm. Cáliz (10,5)12-14(16,5) mm, de labios con frecuencia subredondeados o ventricosos en la base, con pelos cortos, escasos o glabrescente; labio superior 2,5-4 mm de anchura.Corola algo más larga, igual o de menor longitud que el cáliz; estandarte de 12,5-15 x 6,5-10 mm, más largo que la quilla, glabro; alas 10-13,5 x 2-3,5 mm; quilla 11,5-13,5 x 3-4 mm, igual o frecuentemente más larga que las alas. Fruto tan largo como el cáliz o algo más corto, con 1-2 semillas. Semillas 2,5-2,9 x 2-2,3 mm.

## Distribución y hábitat
Se encuentra en matorrales de sustitución de quejigares y coscojares, generalmente sobre calizas; a una altitud de 0-250 metros en el CW de Portugal, en los alrededores de Lisboa y en la Serra da Arrábida. 

## Taxonomía
Ulex densus fue descrita por  Philip Barker Webb y publicado en Annales des Sciences Naturelles; Botanique, sér. 3 17: 291. 1852.
Citología
Número de cromosomas de Ulex densus (Fam. Leguminosae) y táxones infraespecíficos: 2n=64
Etimología
Ulex: nombre genérico que es el antiguo nombre de esta planta o alguna similar.
densus: epíteto latino que significa "denso".

## Nombres comunes
- Castellano: aulaga lanuda, tojo de charneca.[7]